# Glen Island
Glen Island est une île de New Rochelle dans le Long Island Sound aux États-Unis

## Histoire
En 1879, l'ancien membre du Congrès américain John H. Starin achète Glen Island et quatre îles voisines. Il nomme l'ensemble Starin's Glen Island et en fait une station balnéaire pour les citadins et un parc à thèmes. Les îles sont alors reliées par des chaussées et des jetées, et chacune présente un thème international différent. Les bateaux à vapeur transportent des visiteurs de New York au parc. Le parc, qui ouvre ses portes en 1881, attire quotidiennement des milliers de personnes venues pour ses attractions, sa plage de baignade, son musée d'histoire naturelle, le zoo, un café en plein air et un château allemands, des animations musicales et une pagode chinoise,.
En 1923, le comté de Westchester acquiert le site qui devient un parc de loisirs public.

## Glen Island Park
Le parc s'étend sur 0,42 km2. Il est la propriété et est exploité par le comté de Westchester et partage l'île avec un centre de divertissement privé mais appartenant au comté, le Glen Island Harbour Club (anciennement le Glen Island Casino). Le Glen Island Casino a été un tremplin vers le succès pendant les années 1930 pour des musiciens de jazz comme Ozzie Nelson, Charlie Barnet, Claude Thornhill, Les Brown, The Dorsey Brothers (en) ou encore Glenn Miller.

## Galerie

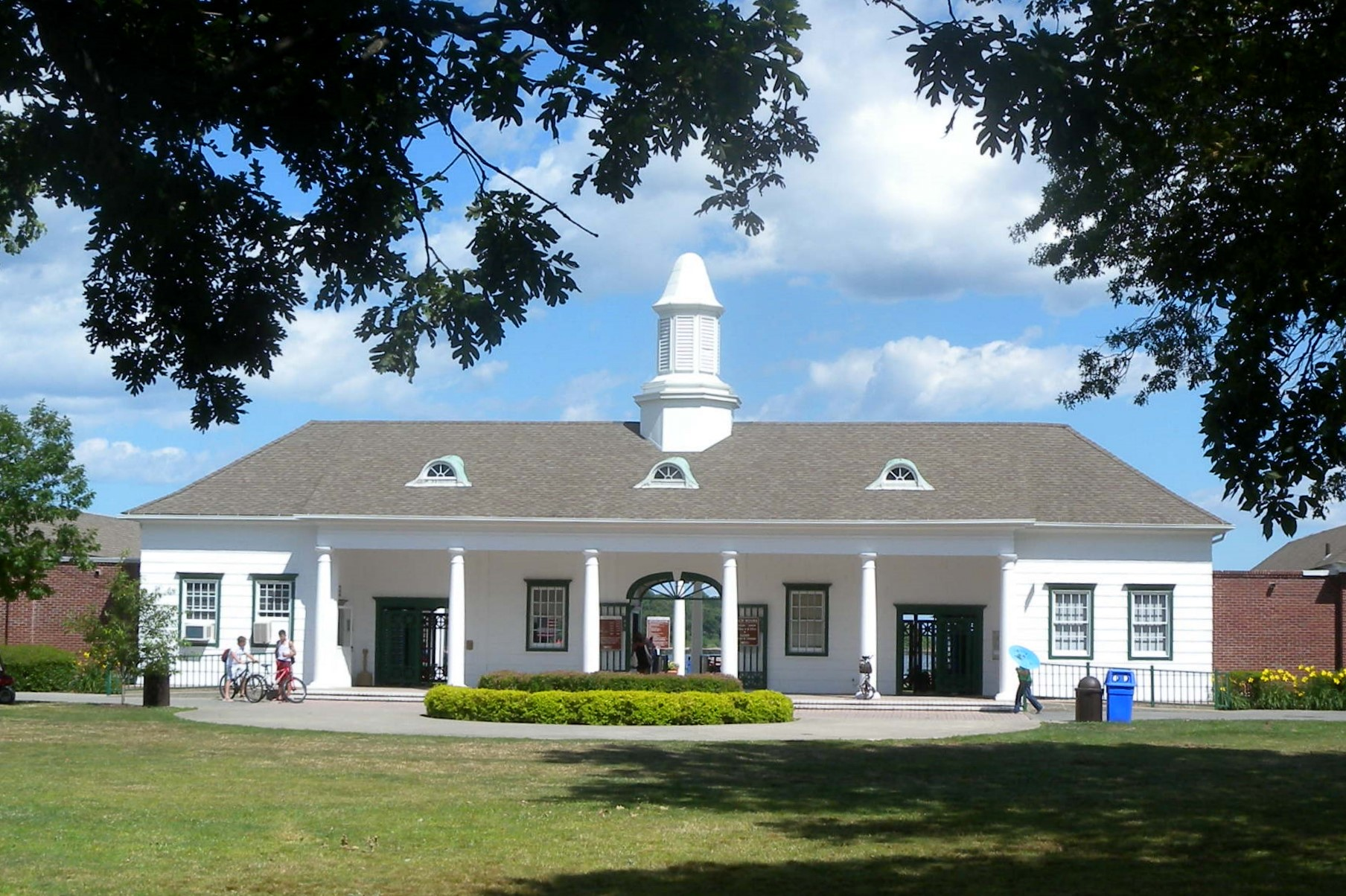
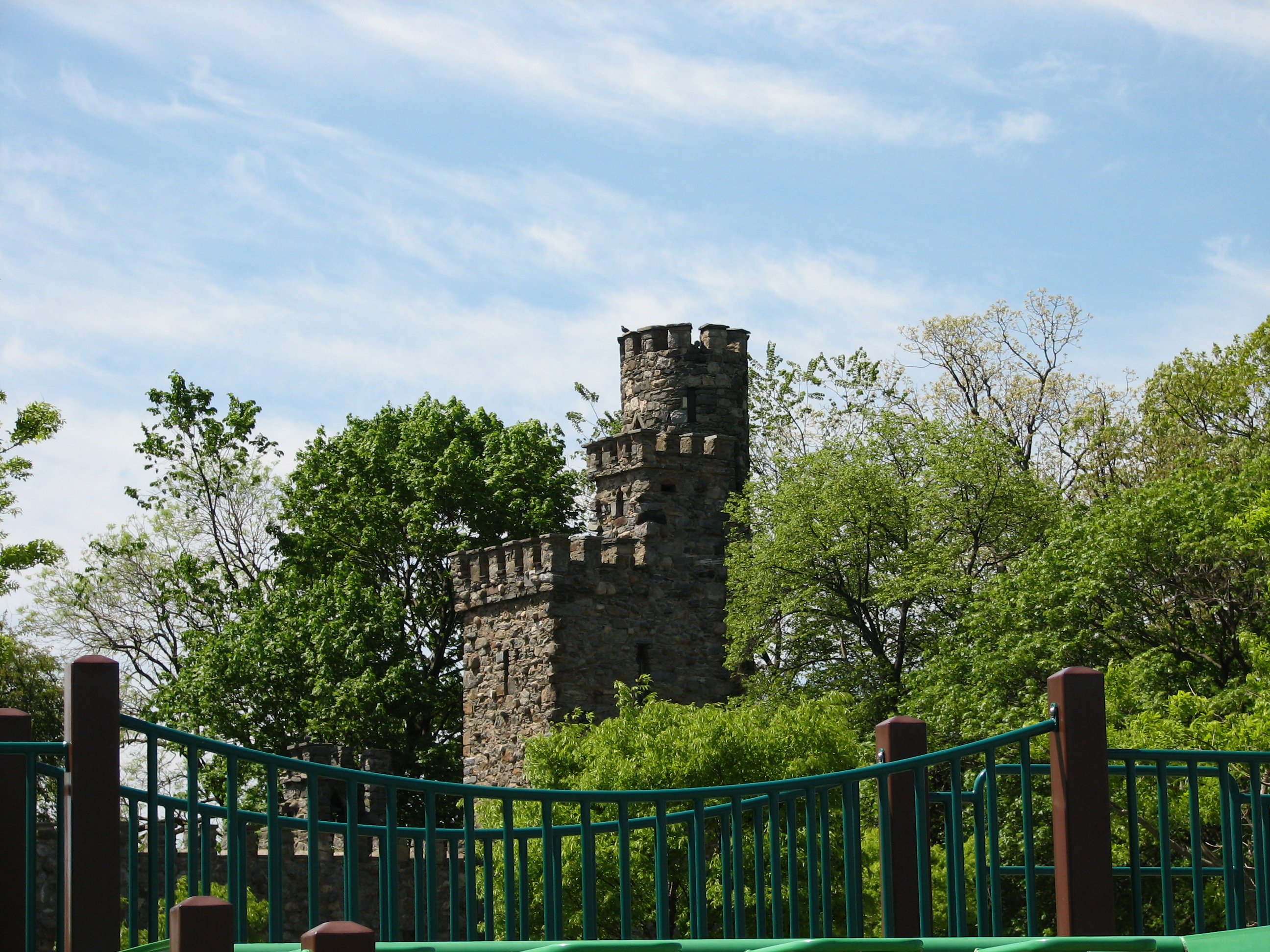
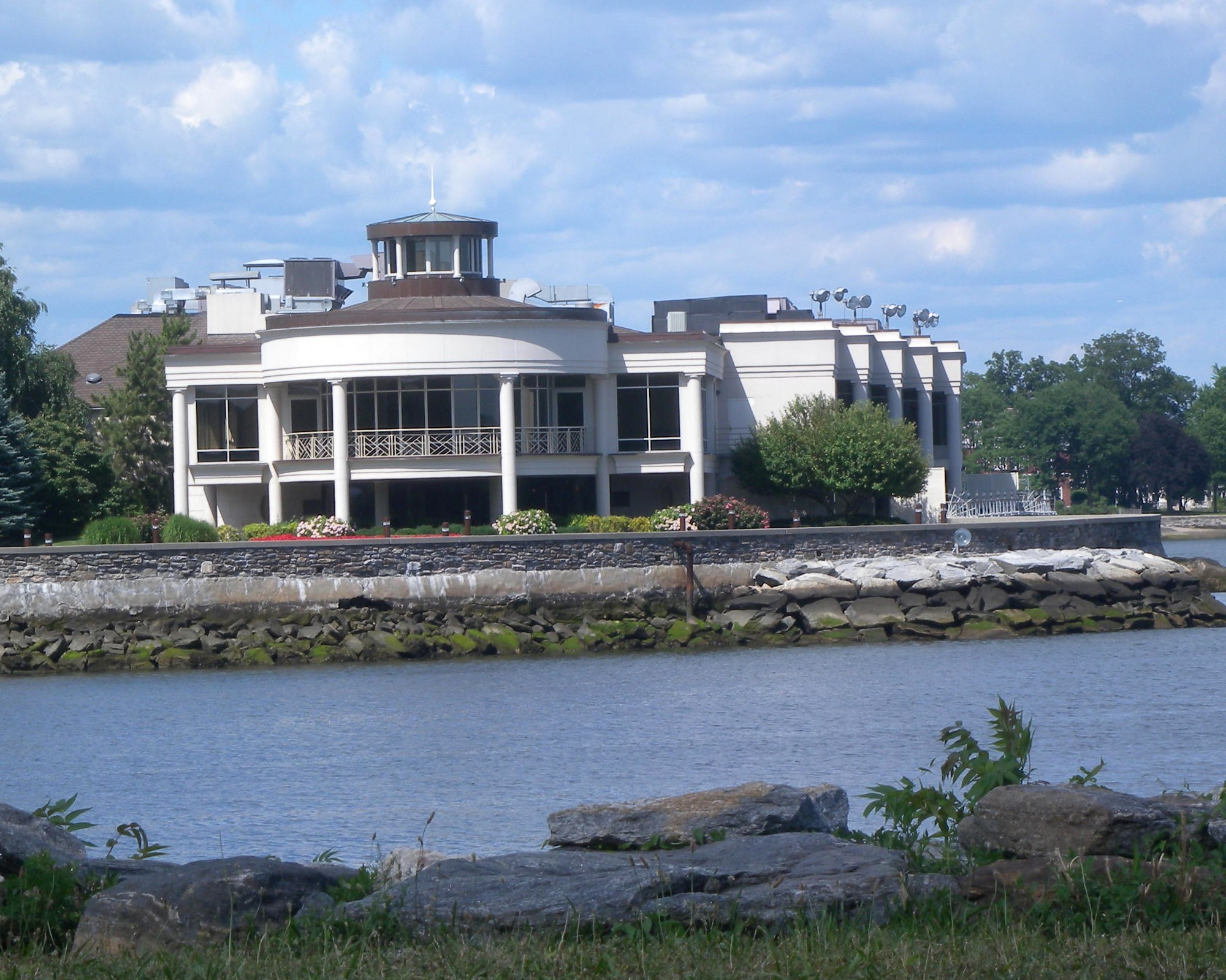